# Milan Trenc
Milan Trenc (født i 1962) er en kroatisk illustrator, tegneserieudgiver, filminstruktør, romanforfatter og underviser. Han er blandt andet kendt for børnebogen The Night at the Museum som i 2006 blev filmatiseret som Nat på museet.